# Elachertus scutellatus
Elachertus scutellatus är en stekelart som beskrevs av Howard 1894. Elachertus scutellatus ingår i släktet Elachertus och familjen finglanssteklar. Inga underarter finns listade i Catalogue of Life.